# Українські чемериси
 Українські чемериси  — етногрупа марійців, що переселилися в українські воєводства Речі Посполитої в 1527, а також протягом 40 років чемериських воєн. Одна з найстаріших і компактних груп фіно-угорського населення в Україні, відома під застарілим етнонімом «чемерис». За даними академіка Ярослава Дашкевича, зберігали національну ідентичність, мову і традиційну релігію до кінця XVIII століття, так звані «Барські чемериси» (від назви міста Бар) — до кінця XIX століття.

## Історія
Чемерис — українська народна назва; справжня назва чемерисів, згідно з самоназвою - марійці. Це народ з Поволжя, значна група якого, переселена як полонені на західні кордони Московського князівства, втекла через Білорусь на Волинь 1527 року. Пізніші міграції XVI ст. пов'язані з повстанням чемерисів проти московської влади, в другій половині XVIII ст. на Полтавщину втекли чемериси-кріпаки з Курської губернії.
Використовували марійську мову, що належить до волзької групи фіно-угорських мов. Основне місце розселення — Бар на Поділлі (з 1541-1542), де створили окрему автономну частину міста «Чемериський Бар». Виконували сторожову службу, захищаючи Поділля від татар, беручи участь у походах на Причорномор'я. Займалися також хліборобством, городництвом, тваринництвом, бджільництвом, мисливством. Інші поселення — подільське місто Черемиси (з 1600; на початок XVIII ст. припиняє існування); передмістя Черемисівка (виникло після 1607) сучасного села Сальниця Вінницькій обл.; р. Чемерпіль (з 30-х років XVIII ст.) тепер Кіровоградської області, колишній Чемериський Бар — нині с. Чемериси-Барські біля Бара. Окремими сім'ями чемериси жили в Каневі (сер. XVI ст.). Спочатку язичники, потім православні. У мовному відношенні в XVII столітті асимілювалися з українцями. За приблизними підрахунками в 70-х роках XVI століття на Поділлі проживало не менше 1-1,5 тис. чемерисів; в 70-х роках XVII століття — близько 10 тис. До кінця XVII століття були консолідованим острівним етносом з досить стійкими етнічними бар'єрами.
Брали активну участь у визвольній боротьбі під проводом Богдана Хмельницького, коли основна маса їх перейшла на бік козаків, створивши окремі кавалерійські частини або увійшовши в склади полків. У 1672 разом з татарськими загонами, були на польській службі, татари переживали, як і чемериси національну дискримінацію, перейшли на турецьку сторону (2 тис. у складі турецьких, 400 у складі молдавських військ). Їх центрами були Кам'янець-Подільський і Бар. У складі війська гетьмана Петра Дорошенка воювали з гетьманами Михайлом Ханенком та Іваном Самойловичем, з російськими військами, які брали в облогу Чигирин (події 1672-1673). Тоді представляли солідну військову силу на Поділлі. У 1699 емігрували на землі поблизу дельти Дунаю і на Хотинщину. Пізніше повернулися під ім'ям «волоських чемерисів». У 50-60-х роках XIX століття панські чемериси боролися з російською адміністрацією за відновлення прав, скасування панщини.
Проживання чемерис залишило помітні сліди в українській антропонімії (прізвище Чемерис), топонімії, матеріальній культурі (чоловічий верхній одяг для верхової їзди — чемерка, була поширена до 20-х років XX століття; чемериська вишита сорочка XVII — поч. XVIII століття впливала на українську), а також в українському фольклорі Поділля.
В окремих історичних джерелах і в літературі іноді ототожнювалися з татарами-липками, для чого не існує підстав.